# کریسپیانو
کریسپیانو (به ایتالیایی: Crispiano) شهری است در ایتالیا است که در استان تارانتو در منطقه  پولیا (ایتالیا) واقع شده‌است.

## خصوصیات
کریسپیانو ۱۱۱ کیلومترمربع مساحت و ۱۳٬۷۴۴ نفر جمعیت دارد و ۲۳۲ متر بالاتر از سطح دریا واقع شده‌است.